# Canton de Marennes
Le canton de Marennes est une circonscription électorale française située dans le département de la Charente-Maritime et la région Nouvelle-Aquitaine.

## Histoire
- De 1833 à 1848, les cantons de Marennes et de Saint-Agnant avaient le même conseiller général. Le nombre de conseillers généraux était limité à 30 par département.

- Un nouveau découpage territorial de la Charente-Maritime entre en vigueur en mars 2015, défini par le décret du 27 février 2014[4], en application des lois du 17 mai 2013 (loi organique 2013-402 et loi 2013-403)[5]. Les conseillers départementaux sont, à compter de ces élections, élus au scrutin majoritaire binominal mixte. Les électeurs de chaque canton élisent au Conseil départemental, nouvelle appellation du Conseil général, deux membres de sexe différent, qui se présentent en binôme de candidats. Les conseillers départementaux sont élus pour 6 ans au scrutin binominal majoritaire à deux tours, l'accès au second tour nécessitant 12,5 % des inscrits au 1er tour. En outre la totalité des conseillers départementaux est renouvelée. Ce nouveau mode de scrutin nécessite un redécoupage des cantons dont le nombre est divisé par deux avec arrondi à l'unité impaire supérieure si ce nombre n'est pas entier impair, assorti de conditions de seuils minimaux[6]. En Charente-Maritime, le nombre de cantons passe ainsi de 51 à 27.

Le canton de Marennes est conservé mais remanié : il passe de 7 à 14 communes, issues des anciens cantons de Marennes (7 communes) et de Saint-Agnant (7 communes). Le bureau centralisateur est fixé à Marennes. Il est entièrement inclus dans l'arrondissement de Rochefort.

## Géographie
Ce canton est organisé autour de Marennes dans l'arrondissement de Rochefort. Son altitude varie de 0 m (Bourcefranc-le-Chapus) à 32 m (Le Gua) pour une altitude moyenne de 6 m.

## Représentation

### Conseillers d'arrondissement (de 1833 à 1940)
Le canton de Marennes avait deux conseillers d'arrondissement jusqu'en 1926, date de la disparition de l'arrondissement de Marennes.
| Période                                  | Période      | Identité                             | Étiquette               | Qualité |
| ---------------------------------------- | ------------ | ------------------------------------ | ----------------------- | --- |
| 1833                                     | 1848         | Moïse Élie Charron-Perry             |                         | Négociant à Marennes |
| 1833                                     | 1848         | Pierre Garesché                      |                         | Propriétaire à Saint-Sornin, ancien conseiller général |
|                                          |              |                                      |                         | |
| 1852                                     | 1854 (décès) | Aubin Célestin Delagrave (1796-1854) |                         | Médecin, maire de Marennes |
| 1852                                     |              | Charles Botton                       |                         | Notaire à Marennes |
| 1855                                     |              | Eugène Robert                        |                         | Négociant à Marennes |
|                                          |              |                                      |                         | |
|                                          | 1880         | Henri Aiguillé                       | Républicain             | Notaire à Marennes |
| 1880                                     | 1882         | Adrien Peltier                       | Républicain             | Propriétaire à Nieulle-sur-Seudre |
|                                          |              |                                      |                         | |
| 1892                                     | 1904         | Jean-Pierre Minoret                  | Républicain modéré      | Président du Tribunal de commerce de Marennes, maire de Saint-Just |
| 1895                                     | 1898         | Pierre Voyer                         | RG                      | Propriétaire terrien, maire de Marennes |
| 1898                                     | 1907         | Mathieu Régnier                      | Républicain             | Adjoint au maire de Marennes |
| 1904                                     | 1907         | Édouard-Jacques Fourgeaud            | Républicain ministériel | Conseiller municipal de Marennes |
| 1907                                     | 1912 (décès) | Alphonse Lestrille                   | Républicain ministériel | Propriétaire viticulteur à Marennes |
|                                          |              |                                      |                         | |
| 1919                                     |              | Aristide Rullier                     |                         | Avoué à Marennes |
| 1919                                     | 1921 (décès) | Adrien Peltier                       |                         | Maire de Saint-Just |
|                                          |              |                                      |                         | |
| 1925                                     | 1940         | Hubert-Edmond Houllier (1878-1950)   | Rad.                    | Médecin, maire de Saint-Just |
|                                          |              |                                      |                         | |
| 1937                                     | 1940         | Jean Hay                             | Rad.                    | Instituteur puis professeur à l’École primaire supérieure de Marennes Député (1939-1940) Révoqué par le Gouvernement de Vichy Décédé au camp de Mauthausen-Eberseee le 21 avril 1945 |
| 1940                                     |              |                                      |                         | Les conseils d'arrondissement ont été suspendus par la loi du 12 octobre 1940 et n'ont jamais été réactivés                                                                          |
| Les données manquantes sont à compléter. |              |                                      |                         | |

### Conseillers généraux de 1833 à 2015
| Période | Période      | Identité                                 | Étiquette             | Qualité |
| ------- | ------------ | ---------------------------------------- | --------------------- | --- |
| 1833    | 1838         | Jacques-Philippe Senné                   | Opposition dynastique | Médecin, maire de Saint-Just (1806-1840), député (1831-1834)                                                                  |
| 1838    | 1852         | Marquis Prosper de Chasseloup-Laubat     | Droite                | Conseiller d’État Député (1837-1848 et 1849-1851)                                                                             |
| 1852    | 1858         | Prince Lucien Murat de Chasseloup-Laubat |                       | Officier, Député (1848-1851), Sénateur (1852-1870)                                                                            |
| 1858    | 1871         | Marquis Prosper de Chasseloup-Laubat     | Centre droit          | Ministre (1860-1869) Conseiller d’État (1869-1870) Député (1837-1848, 1849-1851, 1852-1859 et 1871-1873) Sénateur (1862-1870) |
| 1871    | 1874         | Léon Senné (1842-1908)                   |                       | Ingénieur-architecte civil à Marennes                                                                                         |
| 1874    | 1880         | Philippe Généraud                        | Droite Bonapartiste   | Négociant, maire de Marennes                                                                                                  |
| 1880    | 1881 (décès) | Henri Aiguillé (1812-1881)               | Républicain           | Notaire à Marennes, conseiller d'arrondissement                                                                               |
| 1882    | 1886         | Adrien Peltier (1844-1906)               | Républicain           | Propriétaire à Nieulle-sur-Seudre, conseiller d'arrondissement                                                                |
| 1886    | 1892         | Ernest Beaussant (1830-1912)             | Droite monarchiste    | Ancien préfet des Basses-Alpes                                                                                                |
| 1892    | 1898         | Adrien Peltier                           | Républicain           | Propriétaire à Nieulle-sur-Seudre                                                                                             |
| 1898    | 1940 (décès) | Pierre Voyer                             | RG                    | Propriétaire terrien Maire de Marennes, conseiller d'arrondissement Député (1910-1914 et 1919-1924)                           |
|         |              |                                          |                       | |
| 1943    | 1945         | Prince Achille Murat (1898-1987)         |                       | Propriétaire du Château de La Gataudière Conseiller municipal de Marennes Nommé conseiller départemental en 1943              |
|         |              |                                          |                       | |
| 1945    | 1949         | René Martin                              | SFIO                  | Cheminot, maire de Saint-Just-Luzac                                                                                           |
| 1949    | 1953 (décès) | Louis Gallois                            | RPF                   | |
| 1953    | 1963         | Marcel Boyard (1904-1983)                | Rad. puis MRG         | Ostréiculteur Maire de Saint-Just-Luzac                                                                                       |
| 1963    | 1969         | Henri Feuillet                           | DVD                   | Maire de Marennes |
| 1969    | 1983 (décès) | Marcel Boyard                            | MRG                   | Ostréiculteur Maire de Saint-Just-Luzac                                                                                       |
| 1983    | 1998 (décès) | Pierre-Jean Hay (1918-1998)              | RPR                   | Fils de Jean Hay, ancien résistant                                                                                            |
| 1998    | 2004         | Roger Hattabe                            | DVD                   | Chef d'entreprise Maire de Marennes (1971-2008)                                                                               |
| 2004    | 2011         | Marc Pellacœur                           | DVD                   | Médecin Vice-Président du Conseil Général Conseiller municipal de Marennes                                                    |
| 2011    | 2015         | Mickaël Vallet                           | PS                    | Fonctionnaire Maire de Marennes (2008-2020)                                                                                   |

Marcel Boyard a parrainé la candidature de Michel Crépeau aux élections présidentielles de 1981.

### Conseillers départementaux à partir de 2015
| Période élective | Période élective | Mandat | Mandat   | Identité       | Nuance | Nuance | Qualité |
| ---------------- | ---------------- | ------ | -------- | -------------- | ------ | ------ | --- |
| 2015             | 2021             | 2015   | 2021     | Michèle Bazin  |        | DVG    | Retraitée de la Fonction publique Maire de Saint-Agnant (2014-2020)                                                           |
| 2015             | 2021             | 2015   | 2021     | Mickaël Vallet |        | PS     | Fonctionnaire Maire de Marennes (depuis 2008) puis de Marennes-Hiers-Brouage (2008-2020) Sénateur depuis le 27 septembre 2020 |
| 2021             | 2028             | 2021   | en cours | Anne Brachet   |        | DVG    | Enseignante (professeure des écoles) Maire de Saint-Agnant                                                                    |
| 2021             | 2028             | 2021   | en cours | Mickaël Vallet |        | PS     | Conseiller sortant |

### Résultats détaillés

#### Élections de mars 2015
À l'issue du 1er tour des élections départementales de 2015, deux binômes sont en ballottage : Michèle Bazin et Mickaël Vallet (Union de la Gauche, 44,06 %) et Nadine de Praeter et Jack Durvicq (FN, 30,84 %). Le taux de participation est de 51,53 % (8 322 votants sur 16 150 inscrits) contre 50,08 % au niveau départementalet 50,17 % au niveau national.
Au second tour, Michèle Bazin et Mickaël Vallet (Union de la Gauche) sont élus avec 58,38 % des suffrages exprimés et un taux de participation de 52,83 % (4 492 voix pour 8 533 votants et 16 151 inscrits).

#### Élections de juin 2021
Le premier tour des élections départementales de 2021 est marqué par un très faible taux de participation (33,26 % au niveau national). Dans le canton de Marennes, ce taux de participation est de 34,69 % (5 778 votants sur 16 658 inscrits) contre 33,83 % au niveau départemental. À l'issue de ce premier tour, deux binômes sont en ballottage : Anne Brachet et Mickaël Vallet (Union à gauche, 65,45 %) et Richard Guerit et Stéphanie Moumon (RN, 34,55 %).
Le second tour des élections est marqué une nouvelle fois par une abstention massive équivalente au premier tour. Les taux de participation sont de 34,3 % au niveau national, 34,56 % dans le département et 34,71 % dans le canton de Marennes. Anne Brachet et Mickaël Vallet (Union à gauche) sont élus avec 65,98 % des suffrages exprimés (3 619 voix pour 5 783 votants et 16 660 inscrits),,.

## Composition

Situation du canton de Marennes dans le département de la Charente-Maritime avant 2015.

### Composition antérieure à 2015
Le canton de Marennes regroupait sept communes.
| Nom                   | Code Insee | Codepostal | Superficie (km2) | Population (dernière pop. légale) | Densité (hab./km2) |
| --------------------- | ---------- | ---------- | ---------------- | --------------------------------- | ------------------ |
| Marennes (chef-lieu)  | 17219      | 17320      | 20,09            | 5 619 (2012)                      | 280                |
| Bourcefranc-le-Chapus | 17058      | 17560      | 12,40            | 3 388 (2012)                      | 273                |
| Le Gua                | 17185      | 17600      | 36,09            | 2 065 (2012)                      | 57                 |
| Hiers-Brouage         | 17189      | 17320      | 31,35            | 645 (2012)                        | 21                 |
| Nieulle-sur-Seudre    | 17265      | 17600      | 20,75            | 1 174 (2012)                      | 57                 |
| Saint-Just-Luzac      | 17351      | 17320      | 47,74            | 1 912 (2012)                      | 40                 |
| Saint-Sornin          | 17406      | 17600      | 13,49            | 322 (2012)                        | 24                 |

### Composition postérieure à 2015
Le canton de Marennes comprenait quatorze communes entières à sa création.
À la suite de la création de la commune nouvelle de Marennes-Hiers-Brouage le 1er janvier 2019, le nombre de communes descend à 13.
| Nom                                            | Code Insee | Intercommunalité         | Superficie (km2) | Population (dernière pop. légale) | Densité (hab./km2) | Modifier                                    |
| ---------------------------------------------- | ---------- | ------------------------ | ---------------- | --------------------------------- | ------------------ | ------------------------------------------- |
| Marennes-Hiers-Brouage (bureau centralisateur) | 17219      | CC du Bassin de Marennes | 51,44            | 6 148 (2022)                      | 120                | modifier les données · modifier les données |
| Beaugeay                                       | 17036      | CA Rochefort Océan       | 14,51            | 785 (2022)                        | 54                 | modifier les données · modifier les données |
| Bourcefranc-le-Chapus                          | 17058      | CC du Bassin de Marennes | 12,40            | 3 515 (2022)                      | 283                | modifier les données · modifier les données |
| Champagne                                      | 17083      | CA Rochefort Océan       | 19,53            | 637 (2022)                        | 33                 | modifier les données · modifier les données |
| La Gripperie-Saint-Symphorien                  | 17184      | CA Rochefort Océan       | 18,16            | 598 (2022)                        | 33                 | modifier les données · modifier les données |
| Le Gua                                         | 17185      | CC du Bassin de Marennes | 36,09            | 2 115 (2022)                      | 59                 | modifier les données · modifier les données |
| Moëze                                          | 17237      | CA Rochefort Océan       | 21,17            | 592 (2022)                        | 28                 | modifier les données · modifier les données |
| Nieulle-sur-Seudre                             | 17265      | CC du Bassin de Marennes | 20,75            | 1 224 (2022)                      | 59                 | modifier les données · modifier les données |
| Saint-Agnant                                   | 17308      | CA Rochefort Océan       | 22,49            | 2 774 (2022)                      | 123                | modifier les données · modifier les données |
| Saint-Froult                                   | 17329      | CA Rochefort Océan       | 6,39             | 390 (2022)                        | 61                 | modifier les données · modifier les données |
| Saint-Jean-d'Angle                             | 17348      | CA Rochefort Océan       | 21,61            | 698 (2022)                        | 32                 | modifier les données · modifier les données |
| Saint-Just-Luzac                               | 17351      | CC du Bassin de Marennes | 47,74            | 2 100 (2022)                      | 44                 | modifier les données · modifier les données |
| Saint-Sornin                                   | 17406      | CC du Bassin de Marennes | 13,49            | 420 (2022)                        | 31                 | modifier les données · modifier les données |
| Canton de Marennes                             | 1710       |                          | 305,77           | 21 996 (2022)                     | 72                 | modifier les données                        |

## Démographie

### Démographie avant 2015
| 1962   | 1968   | 1975   | 1982   | 1990   | 1999   | 2006   | 2011   | 2012   |
| ------ | ------ | ------ | ------ | ------ | ------ | ------ | ------ | ------ |
| 11 408 | 11 575 | 11 097 | 11 448 | 11 932 | 12 470 | 13 870 | 15 038 | 15 125 |

### Démographie depuis 2015
En 2022, le canton comptait 21 996 habitants, en évolution de +1,68 % par rapport à 2016 (Charente-Maritime : +4,04 %, France hors Mayotte : +2,11 %).
| 2013   | 2018   | 2022   |
| ------ | ------ | ------ |
| 21 418 | 21 722 | 21 996 |